# Lavirani tuš
Lavirani tuš je takva crtačka tehnika u kojoj osim linije koristimo više likovnih elemenata: ton i tekstura. On se javlja nakon obrade tuša i pera. Tom tehnikom oblikujemo i plohu. Zahtjeva veću spretnost i iskustvo. Može se koristiti i bez prethodnog crtanja olovkom. Prikladni motivi:
- mnoge infiguralne (apstraktne) kompozicije
- motivi koji objedinjuju liniju i ton, odnosno strukturu, primjerice stan, ognjište, posuđe (reflektira svjetlo), staro pokućstvo, moderna i stara arhitektura, kišni dan, kamenje.